# Fischermarderfell

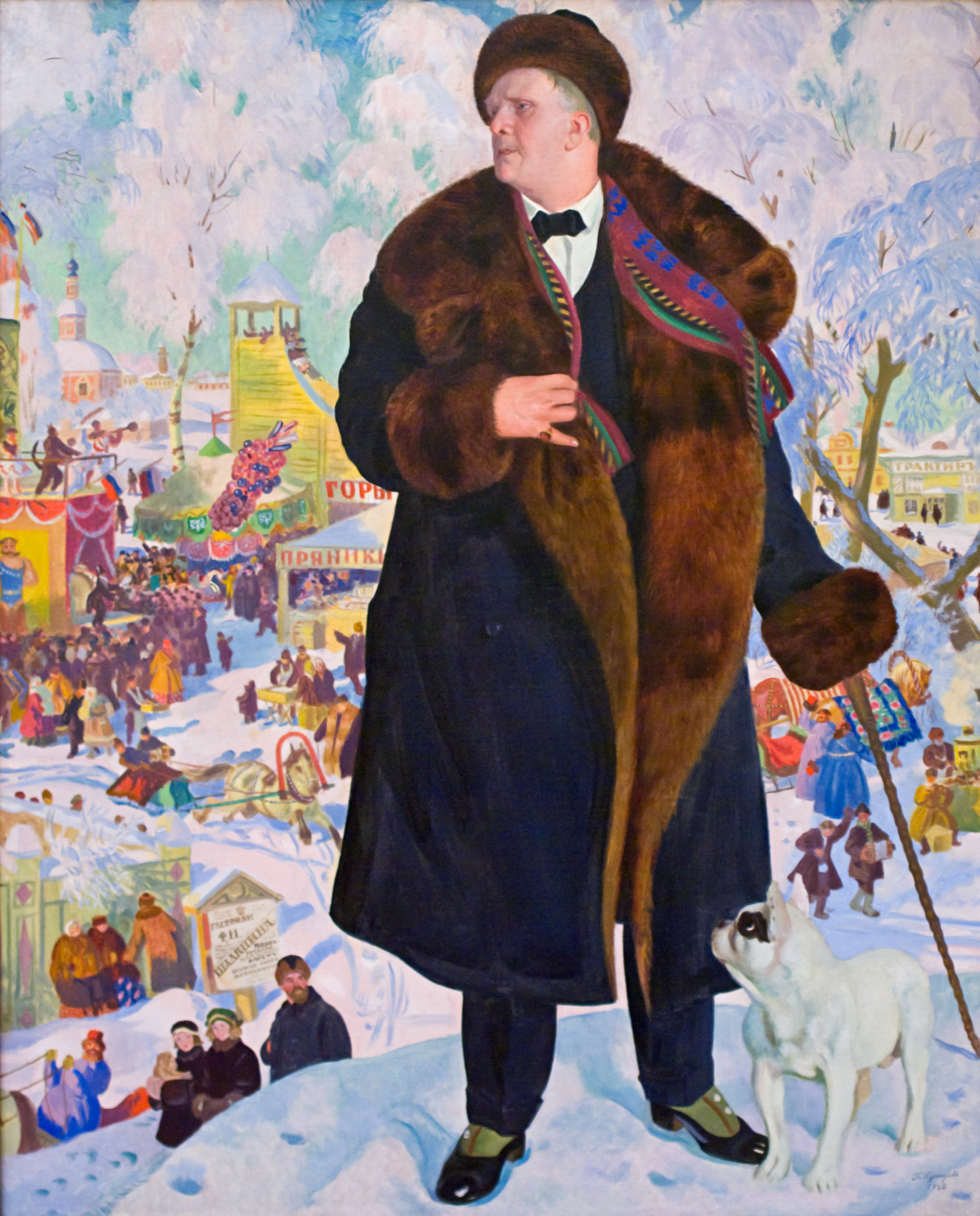
Der russische Opernsänger Fjodor Schaljapin mit Innenfutter und Besatz aus Fischermarderfell (Virginischer Iltis) (Gemälde, 1922)

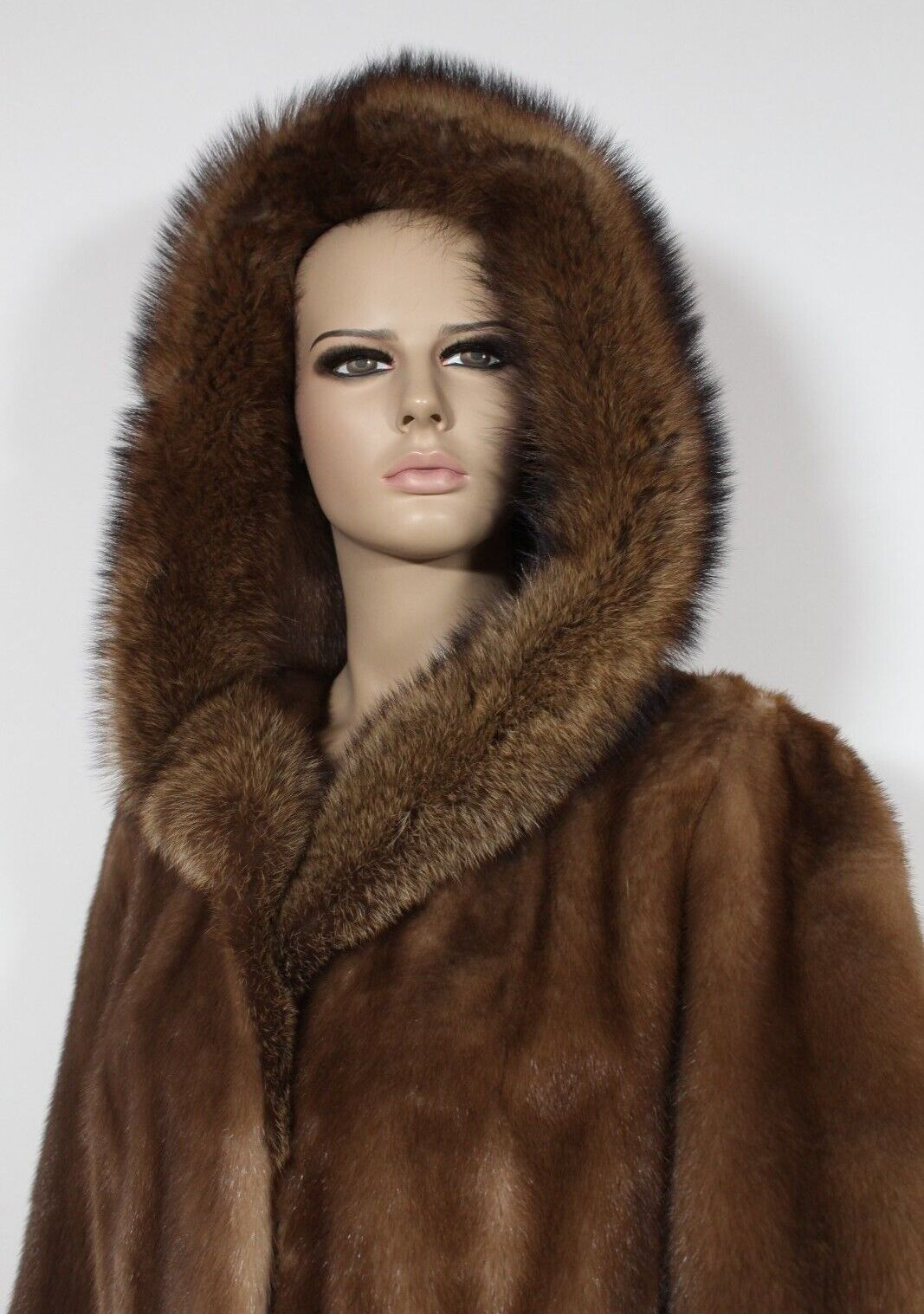
Demibuff Nerzjacke mit Kapuzenverbrämung aus Fischermarder (ca. 2000)

Der Fischermarder, auch Pekan genannt, ist eine nordamerikanische, waldbewohnende Raubtierart aus der Gattung der Echten Marder. Das Fischermarderfell war immer als Virginischer Iltis im Handel, obgleich es weder ein Iltis ist noch in Virginia vorkommt. Die inzwischen im deutschen Handel ebenfalls gebräuchliche Bezeichnung Fisher für den Pelz stammt von den Indianern, die dem Tier nachsagten, es würde die Fischfallen berauben, ohne selbst hineinzugeraten.  Er ist ein typischer Waldbewohner, seine Heimat reicht vom nördlichen Raum der Cassiar Mountains bis zum Großen Sklavensee und dem Südufer der Hudson Bay sowie von Labrador bis zur Anticosti-Halbinsel. Außerdem lebt er in den Rocky Mountains bis zum Großen Salzsee sowie in Süd- und Nord-Dakota, Indiana und Kentucky. Das Fell gehört zu den dauerhaften und hochwertigeren Pelzen, zeitweilig war es als Kragenbesatz auf Herrenmänteln besonders gefragt.

## Fell
Mit einer Kopfrumpflänge von 50 bis 70 Zentimeter ist der Virginische Iltis der größte Vertreter aus der Familie der Echten Marder. Felle männlicher Tiere sind deutlich größer als die der Weibchen, ihr Leder ist verhältnismäßig dick, teils „bockig“, besonders das der Felle aus British Columbia. Der sehr dichte und buschige Schweif ist 30 bis 40 Zentimeter lang. Verglichen mit anderen Marderarten ist das Haar sehr lang, es ist weich und dicht. Die Füße sind stark behaart. Das Fell ist dunkelbraun bis schwarz, teils sehr hell (gelblich-weiß) und kastanienbraun. Kopf, Nacken, Ohren und Schultern sind heller, mitunter in grau übergehend, er hat abweichend von anderen Marderarten keinen Kehlfleck. Die Unterwolle ist gelblich bis bläulichgrau. Auf Brust und Unterleib können sich unregelmäßige weiße Flecken befinden. Die besten Sorten „blaugraue“ sind tiefschwarzbraun bläulich schimmernd, etwa wie die besten Waschbären.
Im frühen Winter ist das Fell dicht und glänzend; auf der Bauchseite beträgt die Oberhaarlänge etwa 30, auf dem Rücken 70 Millimeter.
Der Haltbarkeitskoeffizient für Fischermarderfell wird mit 90 bis 100 Prozent angegeben. Bei einer Einteilung der Pelzarten in die Haar-Feinheitsklassen seidig, fein, mittelfein, gröber und hart wird das Fischermarderhaar als fein eingestuft.

## Handel, Geschichte

Fischermarderfelle (Virginischer Iltis, Pekan)
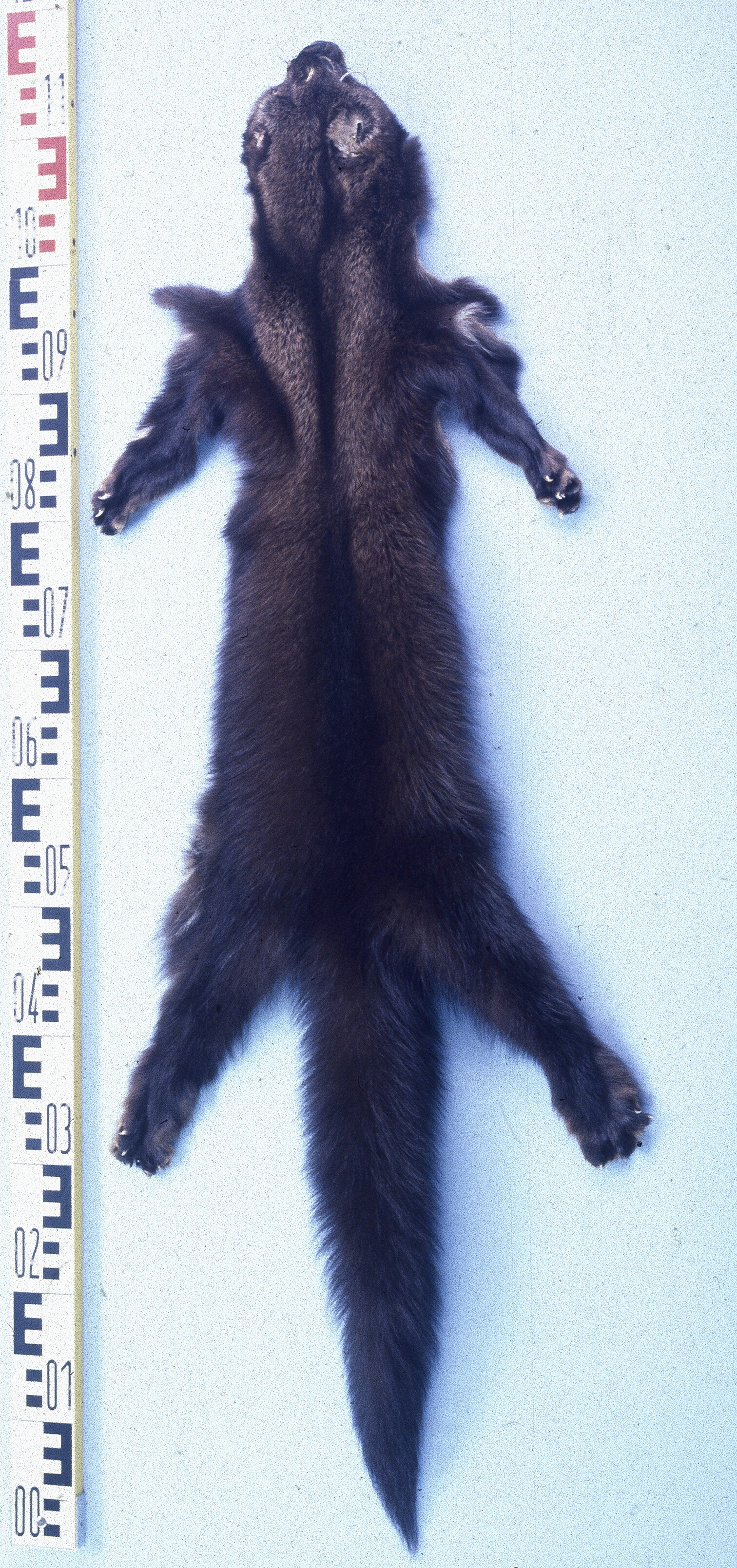
Naturfarbenen
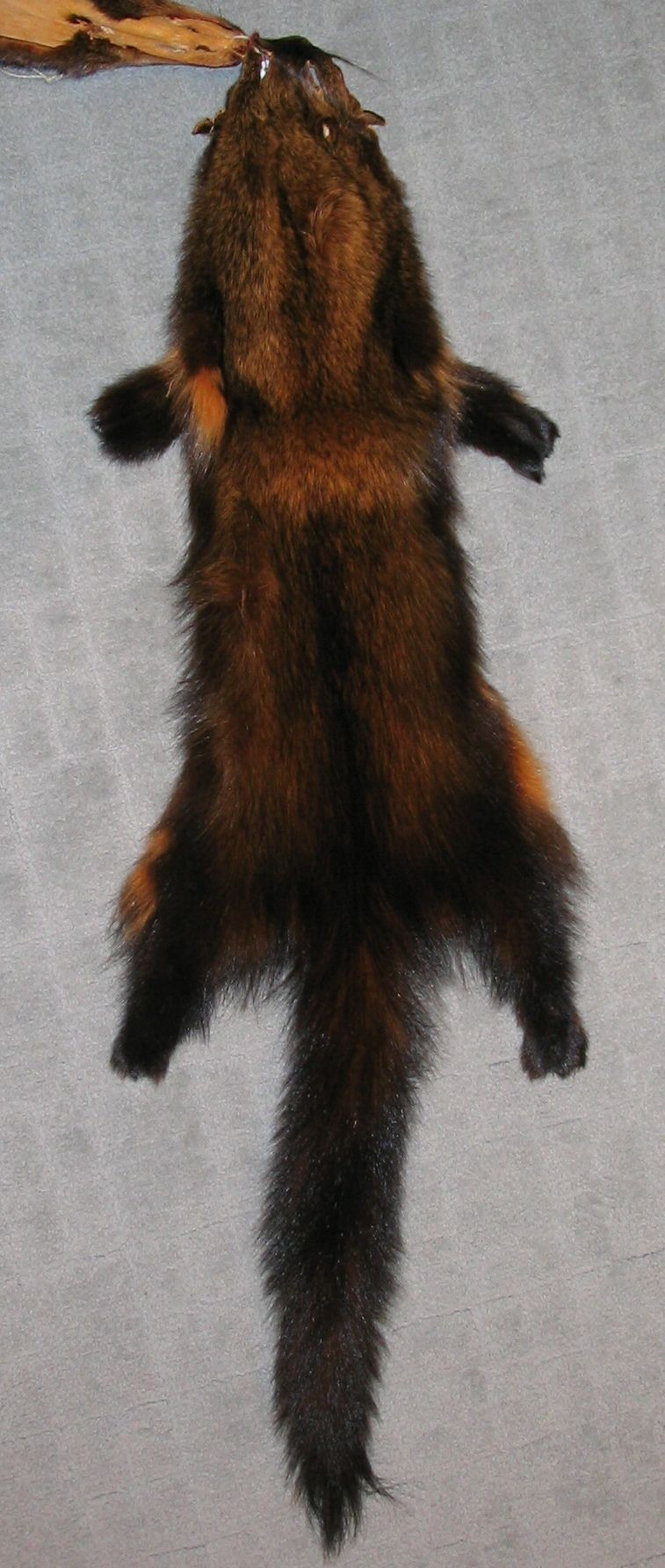
Rotbraun gefärbt (2009)

- Das Fischermarderfell lässt sich nach Herkommen in zwei sich unterscheidende Typen aufteilen, die aus dem östlichen Kanada, zusammen mit einigen aus den Randgebieten der USA, sowie denen aus den Bergen im westlichen und nordwestlichen Teil Kanadas und dem Bundesstaat Washington.

Östlicher Typ:
Provinz Quebec und Labrador.
Ontario
Westlicher Typ:
Westliches und nordwestliches Kanada.
Küste.
Der Unterschied zwischen den westlichen und östlichen Herkommens besteht hauptsächlich in der Haarstruktur, östliche sind wesentlich seidiger als westliche aber auch erheblich dunkler. Allerdings entspricht die Seidigkeit nicht der von anderen Arten der Echten Marder, das Grannenhaar ähnelt in seiner Festigkeit eher dem des Waschbären, der östliche Fischermarder ist in der Beziehung dem östlichen Waschbären vergleichbar. Qualitativ besteht zwischen denen aus Quebec-Labrador und denen aus Ontario kein wesentlicher Unterschied, außer dass vielleicht die aus Ontario geringfügig dichter im Haar sind. Markanter sind jedoch die Unterschiede gegenüber den Fellen aus West- und Nordwestkanada und den Küsten-Typen. Hier scheint das Haar weniger dicht, tatsächlich ist jedoch das Deckhaar so grob, dass sich das Haar tendenziell insgesamt flacher an das Leder legt. Die Felle aus dem Osten sind etwas kleiner, schmaler und weich im Haar, in Amerika wurden sie deshalb zeitweilig fälschlicherweise auch als Baby Fisher angeboten. Für den Handelswert spielt die Rückenfarbe eine wesentliche Rolle, von größter Wichtigkeit ist die Färbung der Hals- und Schulterpartie. Westliche Sorten sind generell bräunlich.
Weibliche Felle sind dunkler als männliche.
- Auktionssortiment der Hudson’s Bay Company and Annings Ltd., London:

Herkommen: Kanada, USA
Größen: Large (über 28 inch), medium (25 bis 28 inch), small (bis 25 inch)
Sorten: I, I & II, II, III, slightly damaged, wooly, pieces
Farben: Dark, brown, medium, light brown, pale, expale, exexpale, reddish.
Erste Qualitäten (I) weisen ein vollständiges Winterfell auf, Ober- und Unterhaar bedecken gleichmäßig das gesamte Fell.
Die Zweiten (II) sind im Allgemeinen Spätfänge, federnde oder bockige Felle, das heißt, das Leder ist steif und unnachgiebig. Presst man das Kopfleder zwischen den Fingern, knistert es kräftig.
Dritte (III) sind Felle, die deutlich außerhalb der Fangsaison angefallen sind. Das Haar ist strohig und so gering, dass es das Fell wollig aussehen lässt.
Von der Farbe her sind die Felle am wertvollsten, wenn sie naturbelassen ohne Nachdunkeln oder Färben genutzt werden können. Für den Trapper bedeutet das, dass der optimale Fangzeitpunkt kurz vor Einsetzen der stärksten Winterfröste ist. Dann ist das Fell leicht bläulich und das Haarfett ist noch frisch und weich. Das Haar ist zu diesem Zeitpunkt blaubraun, die Fellseiten werden zur Fellmitte hin allmählich dunkler.
Die Anlieferung der Rohfelle erfolgte rund abgezogen, hinten geschlossen (Beutelform), Haar nach außen (bevor das Fell auf dem Spanner völlig getrocknet, wird es auf die Haarseite gewendet). Laut einem Fachbuch von 1988 würde jetzt jedoch teilweise ein Preisabschlag vorgenommen, wenn die Felle nicht mit dem Leder nach außen angeliefert würden.
Vereinzelte Zuchtversuche hatten nur einen geringen Erfolg, da bei einer Nachkommenschaft von selten mehr als zwei Jungen sich die Farmzucht nicht lohnte.
Bis in die Zeit des Zweiten Weltkriegs wurden die relativ großen Virginische Iltisse gern zu bis dahin modisch aktuellen Pelzkolliers, den Fellschals in Tierform, gearbeitet. Vor dem Ersten Weltkrieg war Russland der bedeutendste Abnehmer, die Felle wurden dort zu Herrengehpelzen verarbeitet. Die Schweife waren sehr begehrt, sie wurden von den polnischen und galizischen Juden als Besatz der Mützen ihrer Nationaltracht verwendet.

## Verarbeitung

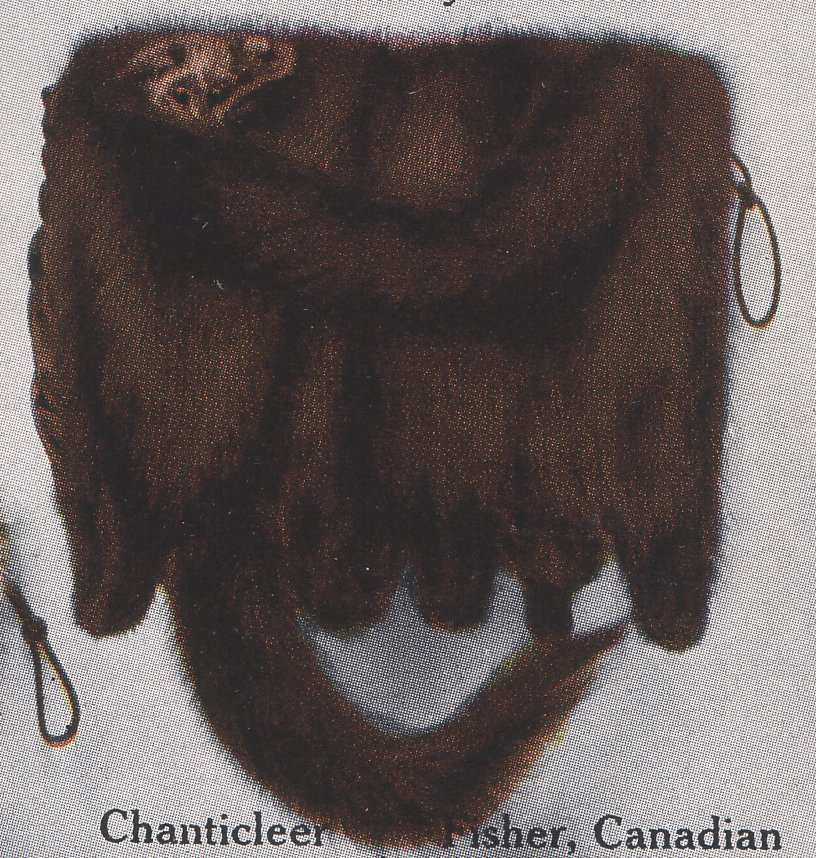
Fischermarder-Muff der amerikanischen Firma Albrecht, Modell Chanticleer $ 18.00; $ 24.00; $ 30.00 (1912)

Der Fischermarder, Pekan oder Virginische Iltis wird hauptsächlich zu Besätzen, gelegentlich auch zu Jacken und Mänteln gearbeitet. Bei ausreichendem Anfall werden, wie bei fast allen anderen Fellarten auch, die bei der Verarbeitung anfallenden Fellreste zu Tafeln zusammengesetzt und vor allem zu Innenfuttern weiter verarbeitet.
Im Jahr 1965 wurde der Fellverbrauch für eine für einen Fischermardermantel ausreichende Felltafel mit 18 bis 26 Fellen angegeben (sogenanntes Mantel-„Body“). Zugrundegelegt wurde eine Tafel mit einer Länge von 112 Zentimetern und einer durchschnittlichen Breite von 150 Zentimetern und einem zusätzlichen Ärmelteil. Das entspricht etwa einem Fellmaterial für einen leicht ausgestellten Mantel der Konfektionsgröße 46 des Jahres 2014. Die Höchst- und Mindest-Fellzahlen können sich durch die unterschiedlichen Größen der Geschlechter der Tiere, die Altersstufen sowie deren Herkunft ergeben. Je nach Pelzart wirken sich die drei Faktoren unterschiedlich stark aus.
Die Verarbeitungstechnik entspricht der anderer Marderfelle, wie dem Zobelfell oder auch dem Rotfuchsfell.

## Zahlen und Fakten

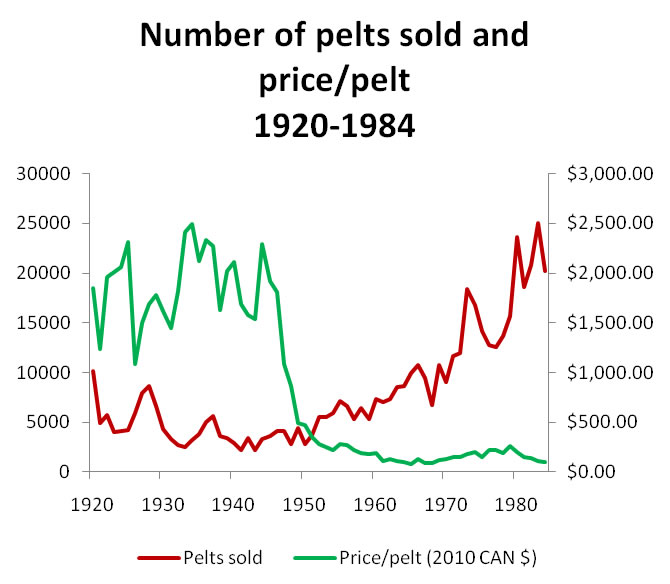
Anzahl der zwischen 1920 und 1984 verkauften Fischermarderfelle. Rot = Stückzahl, grün = Durchschnitts-Fellpreis (kanadische Dollar)

Detaillierte Handelszahlen über nordamerikanische Rauchwaren finden sich bei
• Emil Brass: Aus dem Reiche der Pelze. Verlag der „Neuen Pelzwaren-Zeitung und Kürschner-Zeitung“, Berlin 1911
• Emil Brass: Aus dem Reiche der Pelze. 2. Auflage, Verlag der „Neuen Pelzwaren-Zeitung und Kürschner-Zeitung“, Berlin 1925
• Emil Brass: Aus dem Reiche der Pelze (1911) im Internetarchiv: archive.org
• Milan Novak u. a., Ministry of Natural Resources: Wild furbearer management and conservation in North America.  Ontario 1987 (engl.). ISBN 0-7778-6086-4
• Milan Novak u. a., Ministry of Natural Resources: Furbearer Harvests in North America, 1600-1984. Anhang zu vorstehendem Wild furbearer management and conservation in North America.  Ontario 1987 (engl.). ISBN 0-7729-3564-5
- Bis 1870 importierte die Hudson’s Bay Company nach London jährlich 7000 bis 8000 Virginische Iltisfelle, aus den USA kamen etwa 4000 bis 5000.[11]
- 1925 importierte die Hudson’s Bay Company aus dem Hudsonsbaigebiet selten mehr als 4000 Felle, aus den Vereinigten Staaten kamen immer noch 4000 bis 5000. Der damalige Wert betrug, je nach Größe und Schönheit, 200 bis 600 Mark das Stück, der Wert der besonders für polnische Mützen gebrauchten Schweife je 10 bis 30 Mark. In England, Frankreich und anderswo wurden die Schweife auch für weitere Zwecke verwendet.[11]
- 1936 wurde auf der Wildschutzkonferenz in Washington Schon- und Schutzzeiten und ein zeitweiliges Jagdverbot gefordert, da der Fischermarder in vielen Gegenden ausgestorben war.[8]
- Die Bestände werden inzwischen genau überwacht. 1985/86 kamen laut Jury Fränkel’s  Rauchwarenhandbuch allein aus Kanada wieder 15.000 Felle auf den Markt.[8]

## Anmerkung
1. ↑  Die angegebenen vergleichenden Werte (Koeffizienten) sind das Ergebnis vergleichender Prüfung durch Kürschner und Rauchwarenhändler in Bezug auf den Grad der offenbaren Abnutzung. Die Zahlen sind nicht eindeutig, zu den subjektiven Beobachtungen der Haltbarkeit in der Praxis  kommen in jedem Einzelfall Beeinflussungen durch Pelzzurichtung und Pelzveredlung sowie zahlreiche weitere Faktoren hinzu. Eine genauere Angabe könnte nur auf wissenschaftlicher Grundlage ermittelt werden.
Die Einteilung erfolgte in Stufen von jeweils 10 Prozent, nur die schwächsten Arten bekamen die Wertklasse von 5 bis 10 Prozent. Die nach praktischer Erfahrung haltbarsten Fellarten wurden auf 100 Prozent gesetzt.

## Belege
1. ↑  Harry König: Rauchwaren nordamerikanischen Ursprunges. In: Rauchwarenkunde - Elf Vorträge aus der Warenkunde des Pelzhandels. Verlag der Rauchwarenmarkt, Leipzig 1931, S. 17.
2. 1 2  David G. Kaplan: World of Furs. Fairchield Publications. Inc., New York 1974, S. 163 (engl.).
3. ↑  Heinrich Dathe, Paul Schöps, unter Mitarbeit von 11 Fachwissenschaftlern: Pelztieratlas. VEB Gustav Fischer Verlag Jena, 1986, S. 177.
4. ↑  R.A. Powell: Mammalian Species: Martes pennanti. In: Mammalian Species. The American Society of Mammologists, 1981, S. 156: 1–6 (smith.edu [PDF; abgerufen am 21. Oktober 2011]).
5. ↑  Paul Schöps; H. Brauckhoff, Stuttgart; K. Häse, Leipzig, Richard König, Frankfurt/Main; W. Straube-Daiber, Stuttgart: Die Haltbarkeitskoeffizienten der Pelzfelle. In: Das Pelzgewerbe, Jahrgang XV, Neue Folge, 1964, Nr. 2, Hermelin Verlag Dr. Paul Schöps, Berlin, Frankfurt/Main, Leipzig, Wien, S. 56–58.
6. ↑  Paul Schöps, Kurt Häse: Die Feinheit der Behaarung - Die Feinheits-Klassen. In: Das Pelzgewerbe Jg. VI / Neue Folge, 1955 Nr. 2, Hermelin-Verlag Dr. Paul Schöps, Leipzig, Berlin, Frankfurt am Main, S. 39–40 (Anmerkung: fein (teils seidig); mittelfein (teils fein); gröber (mittelfein bis grob)).
7. 1 2 3  Max Bachrach: Fur. A Practical Treatise. Verlag Prentice-Hall, Inc., New York 1936. S. 336–339 (engl.).
8. 1 2 3 4 5  Christian Franke/Johanna Kroll: Jury Fränkel’s Rauchwaren-Handbuch 1988/89. 10. überarbeitete und ergänzte Neuauflage, Rifra-Verlag Murrhardt, S. 56–57.
9. ↑  A. R. Harding: Fur Buyer's Guide. Selbstverlag, Columbus, Ohio 1915, S. 301–305 (engl.)
10. ↑  Frank Grover: Practical Fur Cutting and Furriery. The Technical Press, London 1936, S. 50–52 (engl.).
11. 1 2 3  Emil Brass: Aus dem Reiche der Pelze. 2. verbesserte Auflage, Verlag der „Neuen Pelzwaren-Zeitung und Kürschner-Zeitung“, Berlin 1925, S. 576–578.
12. ↑  Paul Cubaeus, „praktischer Kürschner in Frankfurt am Main“: Das Ganze der Kürschnerei. Gründliches Lehrbuch alles Wissenswerthen über Waarenkunde, Zurichterei, Färberei und Verarbeitung der Pelzfelle.  A. Hartleben’s Verlag, Wien, Pest, Leipzig 1891 (auch in Ausgabe 1911), S. 53–54.
13. ↑  Paul Schöps u. a.: Der Materialbedarf für Pelzbekleidung. In: Das Pelzgewerbe Jg. XVI / Neue Folge 1965 Nr. 1, Hermelin-Verlag Dr. Paul Schöps, Berlin u. a., S. 7–12. Anmerkung: Die Angabe für ein Body erfolgte nur, um die Fellsorten besser vergleichbar zu machen. Tatsächlich wurden nur für kleine (bis etwa Bisamgröße) sowie für jeweils gängige Fellarten Bodys hergestellt, außerdem für Fellstücken. Folgende Maße für ein Mantelbody wurden zugrunde gelegt: Körper = Höhe 112 cm, Breite unten 160 cm, Breite oben 140 cm, Ärmel = 60 × 140 cm.